# Bjälnäs (naturreservat)
Bjälnäs är ett naturreservat i Boxholms kommun i Östergötlands län.
Området är naturskyddat sedan 2003 och är 26 hektar stort. Reservatet omfattar södra delen av en udde i Sommen, söder om gården Bjälnäs. Reservatet består av kala klipphällar, betade ekhagarmarker, ett betat kärr och ädellövskogar.